# Flugplatz Hofkirchen

i7
i11
i13
Der Flugplatz Hofkirchen (auch Flugplatz HB Hofkirchen, ICAO-Code: LOLH) ist ein Flugplatz in der Gemeinde Hofkirchen im Traunkreis, Oberösterreich. Er liegt zwischen den Orten Krottenthal, Kiebach und Ruprechtshofen auf einer Höhe von 358 m (1175 ft) MSL. Er wurde 1977 eröffnet und dient seitdem der Firma HB-Flugtechnik als Werksflugplatz.

## Flugbetrieb
Der Flugplatz ist für nach Sichtflugregeln operierenden Hubschrauber, Motor- und Segelflugzeuge, zugelassen. Er dient vorwiegend als Werksflugplatz für HB-Flugtechnik, ist nach Anmeldung aber auch für die Allgemeine Luftfahrt anfliegbar (PPR). Dafür existieren zwei separate Platzrunden: Eine nördlich des Platzes gelegene für Werkstattflüge, sowie eine Südplatzrunde für den normalen Flugbetrieb. 
An der ansässigen HB-Flugschule werden regelmäßig Kurse zum Erwerb verschiedener Pilotenlizenzen (PPL-A, UL-A, UL-G und UL-T) angeboten. An den Wochenenden wird der Flugbetrieb durch den HB-Fanclub aufrechterhalten.

## Infrastruktur
Der Flugplatz verfügt über eine 520 m lange Asphaltpiste, die in ost-westlicher Richtung verläuft (08/26). Vorfeld, Hangar und Flugleitung befinden sich nördlich der Bahn an der Landeschwelle zur Piste 08. Dort sind auch die Werft von HB-Flugtechnik und das HB-Café angesiedelt.